# Байшулаков, Жанат Сайранович
Жанат Сайранович Байшулаков (род. 9 ноября 1967) — казахстанский самбист, победитель Кубка мира 1992 года в командном зачёте, бронзовый призёр чемпионата мира 1992 года. Заслуженный тренер Республики Казахстан. Выступал в лёгкой весовой категории (до 62 кг). Тренировался под руководством Насыпкула Тыныбаева.
В 1991 году окончил Карагандинский педагогический институт. В 2003—2008 годах был директором детско-юношеской спортивной школы «Жас сункар». Работал директором «Центра подготовки олимпийского резерва» Караганды.
Происходит из подрода баркы рода Куандык племени аргын. 

## Династия
Братья Байшулакова также добились больших успехов в самбо.
- Байшулаков, Канат Сайранович (1961—2011) — чемпион Европы и мира, Заслуженный мастер спорта.
- Байшулаков, Талгат Сайранович (1964) — призёр чемпионатов СССР, победитель и призёр розыгрышей Кубка СССР, серебряный призёр чемпионата Европы, победитель Кубка мира, мастер спорта международного класса.
- Жасулан Байшулаков — многократный чемпион Казахстана, мастер спорта СССР.
- Жандос Байшулаков — многократный чемпион Казахстана, мастер спорта Казахстана.